# Karl Marschall von Sulicki
Johann Karl Magnus Marschall von Sulicki (* 13. Dezember 1803 in Gerbin; † 31. Januar 1877 in Berlin) war ein preußischer Generalmajor und Kommandeur der 31. Infanterie-Brigade.

## Leben

### Herkunft
Karl war ein Sohn von Friedrich Marschall von Sulicki (1775–1834) und dessen Ehefrau Friederike, geborene von Aschenbach (1781–1839). Sein Vater war preußischer Oberst und Kommandeur des 8. Husaren-Regiments. Sein jüngerer Bruder Wilhelm (1820–1883) wurde ebenfalls preußischer Generalmajor.

### Militärkarriere
Nach seiner Erziehung im elterlichen Hause trat Sulicki am 3. August 1820 als Musketier in das 4. Infanterie-Regiment der Preußischen Armee ein und avancierte bis Ende November 1821 zum Sekondeleutnant. Zur weiteren Ausbildung absolvierte er 1825/28 die Allgemeine Kriegsschule und war 1830/33 zum  Topographischen Büro kommandiert. In der Zeit wurde er Mitte Februar 1832 dem 16. Infanterie-Regiment aggregiert. Am 30. März 1835 folgte seine Kommandierung zur Dienstleistung als Adjutant der 14. Infanterie-Brigade. Unter Belassung in dieser Stellung wurde Sulicki am 30. März 1836 als Premierleutnant mit Patent vom 11. Dezember 1834 in das 31. Infanterie-Regiment versetzt. Mit der Beförderung zum Kapitän und der Ernennung zum Kompaniechef versah er ab dem 10. März 1841 seinen Dienst in diesem Regiment. Am 7. April 1842 wurde Sulicki in das 42. Infanterie-Regiment versetzt und stieg Ende Juni 1848 als Major zum etatsmäßigen Stabsoffizier auf. Während der Niederschlagung der Badischen Revolution im Juni 1849 nahm Sulicki als Major des 17. Infanterieregiments an den Kämpfen bei Philippsburg und Waghäusel teil. Nach der Verwundung des Majors von Bornstedt vom II. Bataillon (Iserlohn) des 16. Landwehrregiments in Durlach, übernahm Sulicki das Kommando über diese Einheit vertretungsweise. Er führte das Landwehrbataillon im Gefecht bei Oberweier und Kuppenheim, wofür ihm der Rote Adlerorden IV. Klasse mit Schwertern verliehen wurde.
Sulicki erhielt Mitte Oktober 1849 das Kommando über das II. Bataillon und stieg Ende März 1853 zum Oberstleutnant auf. Am 4. April 1857 wurde er zum Kommandeur des 8. Infanterie-Regiments ernannt und in dieser Stellung am 9. April 1857 mit Patent vom 15. Oktober 1856 zum Oberst befördert sowie im Oktober 1857 mit dem Orden der Heiligen Anna II. Klasse ausgezeichnet. Mit der Beförderung zum Generalmajor wurde am Sulicki am 31. Mai 1859 zu den Offizieren von der Armee versetzt und am 14. Juni 1859 zum Kommandeur der 31. Infanterie-Brigade ernannt, was er bis 2. September 1861 blieb. Unter Verleihung des Roten Adlerordens II. Klasse mit Eichenlaub und Schwertern am Ringe stellte man ihn am 3. September 1861 mit Pension zur Disposition.
Nach seiner Pensionierung betätigte Sulicki sich schriftstellerisch mit Beiträgen zur Kriegsgeschichte und publizierte u. a. im Militär-Wochenblatt. Er starb am 31. Januar 1877 in Berlin.

### Familie
Sulicki heiratete am 26. Februar 1845 in Burtscheid Clara Sachse (* 1820). Das Paar hatte mehrere Kinder:
- Karl Theodor Friedrich Eduard Otto Louis (* 1845), Oberst
- Theodor Oswald August Heinrich Louis (* 1847)

## Schriften
- Der Siebenjährige Krieg in Pommern und in den benachbarten Marken. E.S. Mittler & Sohn, Berlin 1867, Digitalisat